# Auguste van Maldeghem
Auguste Pierre Charles François Marie Joseph van Maldeghem (Brugge, 3 september 1841 - Brussel, 12 maart 1911) was een Belgisch magistraat. Hij was eerste voorzitter van het Hof van Cassatie.

## Biografie

### Familie
Auguste van Maldeghem was een zoon van Pierre van Maldeghem en Walburge van der Plancke. Hij trouwde in 1874 in Brussel met Claire de Prelle de la Nieppe (1844-1935), dochter van jhr. Emmanuel de Prelle de la Nieppe, eerste voorzitter van het hof van beroep in Brussel, en kleindochter van baron François-Philippe de Haussy. Ze woonden op het Kasteel van Valduc in Oudergem en kregen twee zoons.
- Marcel van Maldeghem (1875-1952), luitenant-generaal, trouwde in 1906 in Waasmunster met Germaine de Neve de Roden (1879-1960), dochter van ridder Emile de Neve de Roden, senator en burgemeester van Waasmunster. Ze kregen vier dochters, met afstammelingen tot heden.
- André van Maldeghem (1877-1964), doctor in de rechten, trouwde in 1902 in Brussel met Germaine Mesdach de ter Kiele (1878-1951), dochter van Charles Mesdach de ter Kiele, procureur-generaal bij het Hof van Cassatie. Ze kregen drie zoons en drie dochters, met afstammelingen tot heden.

In 1952 verkregen zijn zoons opname in de erfelijke adel.
Hij was een schoonbroer van Frédéric de le Court, eerste voorzitter van het Hof van Cassatie.

### Loopbaan
Van Maldeghem was beroepshalve advocaat en vervolgens parketmagistraat. In 1879 werd hij advocaat-generaal bij het Hof van Cassatie. In 1887 werd hij er raadsheer, in 1903 Kamervoorzitter en in 1907 eerste voorzitter, wat hij bleef tot zijn overlijden.
Hij was tevens:
- voorzitter van het Internationaal Koloniaal Instituut,
- voorzitter van de Commissie voor de herziening van het Burgerlijk Wetboek,
- lid van redactieraad van Pandectes belges,
- plaatsvervangend lid van de Heraldische Raad.

### Leopold II
Van Maldeghem was een adviseur van koning Leopold II.
- In februari 1890 werd Van Maldeghem aangewezen om op de Anti-Slavernij Conferentie in Brussel de Belgische afgevaardigde Eudore Pirmez te vervangen. Zijn interventies op de conferentie vielen niet altijd in goede aarde bij Émile Banning aangezien hij zich opstelde als verdediger van de opvattingen van Leopold II.
- In 1892 werd hij geraadpleegd over de domeinrechten van de Onafhankelijke Congostaat. De koning achtte het onmogelijk om het voortbestaan van zijn werk alleen te waarborgen door de opbrengsten die werden toegestaan door de Conventie van Brussel. Hij overwoog het domein van onbezette gronden te exploiteren, maar voordat hij deze weg insloeg wilde hij het advies van juristen, waaronder Van Maldeghem.
- In 1905, na de indiening van het rapport van de onderzoekscommissie die door Leopold II naar Congo was gestuurd om de beschuldigingen te onderzoeken waarvan zijn functionarissen en agenten het onderwerp waren geworden en die werd voorgezeten door advocaat-generaal Edmond Janssens, stelde de vorst op 31 oktober een nieuwe commissie in, de zogenaamde Hervormingscommissie, belast met het bestuderen van de conclusies van het ingediende rapport, het formuleren van de benodigde voorstellen en het zoeken naar praktische middelen om ze te verwezenlijken. Van Maldeghem werd erbij betrokken.
- In de onderhandelingen die leidden tot de goedkeuring van de Wet van 18 oktober 1908 op het beheer van Belgisch-Congo werd goedgekeurd was Van Maldeghem een van de vier vertegenwoordigers van Leopold II bij de voorbereiding en aanpassing.
- In 1907 aanvaardde hij een mandaat als bestuurder van de Fondation Niederfüllbach. In 1909 ondertekende hij namens de stichting de overdracht van haar goederen, afkomstig uit winsten in Belgisch Congo, aan de Belgische Staat.
- Op 4 mei 1910 ondertekende Van Maldeghem namens België, samen met minister Jules Van den Heuvel en ambassadeur Léon van der Elst, de overeenkomst met Duitsland over de grens tussen Belgisch-Congo en Ruanda-Urundi.